# Trädgårdsstad

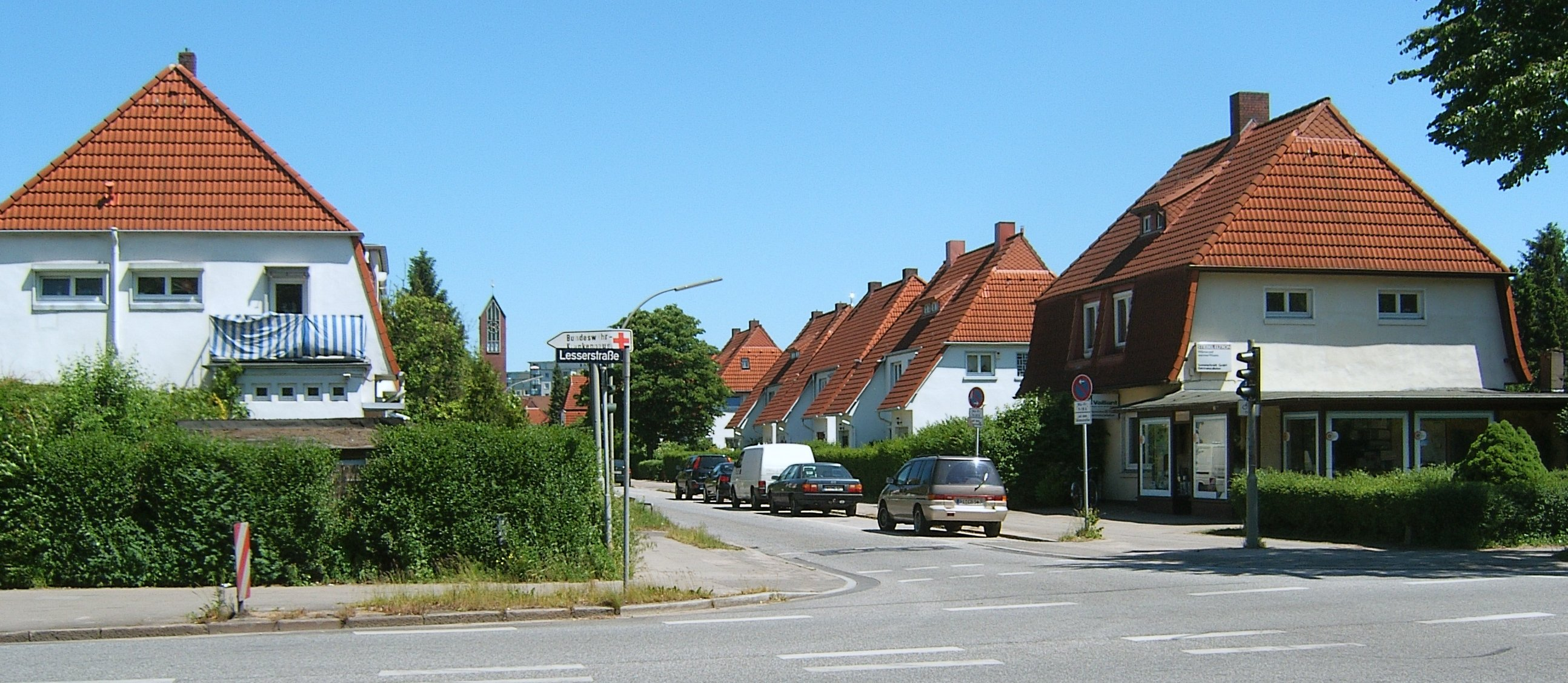
Trädgårdsstaden Wandsbek Gartenstadt i stadsdelen Wandsbek i nordöstra Hamburg.

En trädgårdsstad (Garden city) är ett samhälle med blandad, småskalig bebyggelse där hela eller största delen av befolkningen är bosatt i småhus och radhus men även i  flerfamiljshus, ofta med tillhörande nyttoträdgårdar. Dessa samhällen anlades i regel långt utanför storstadens dåvarande centrum.
De svenska trädgårdsstäderna var villa- och småhusområden med måttlig täthet och med inslag av offentliga byggnader, små torg med butiker samt en skola och eventuellt en kyrka. Den mest kuperade terrängen lämnades obebyggd och gestaltades som park- eller naturområden. Själva stadsplaneringen präglades av anpassning till terrängen med mjukt utformade gatusträckningar.

## Historik

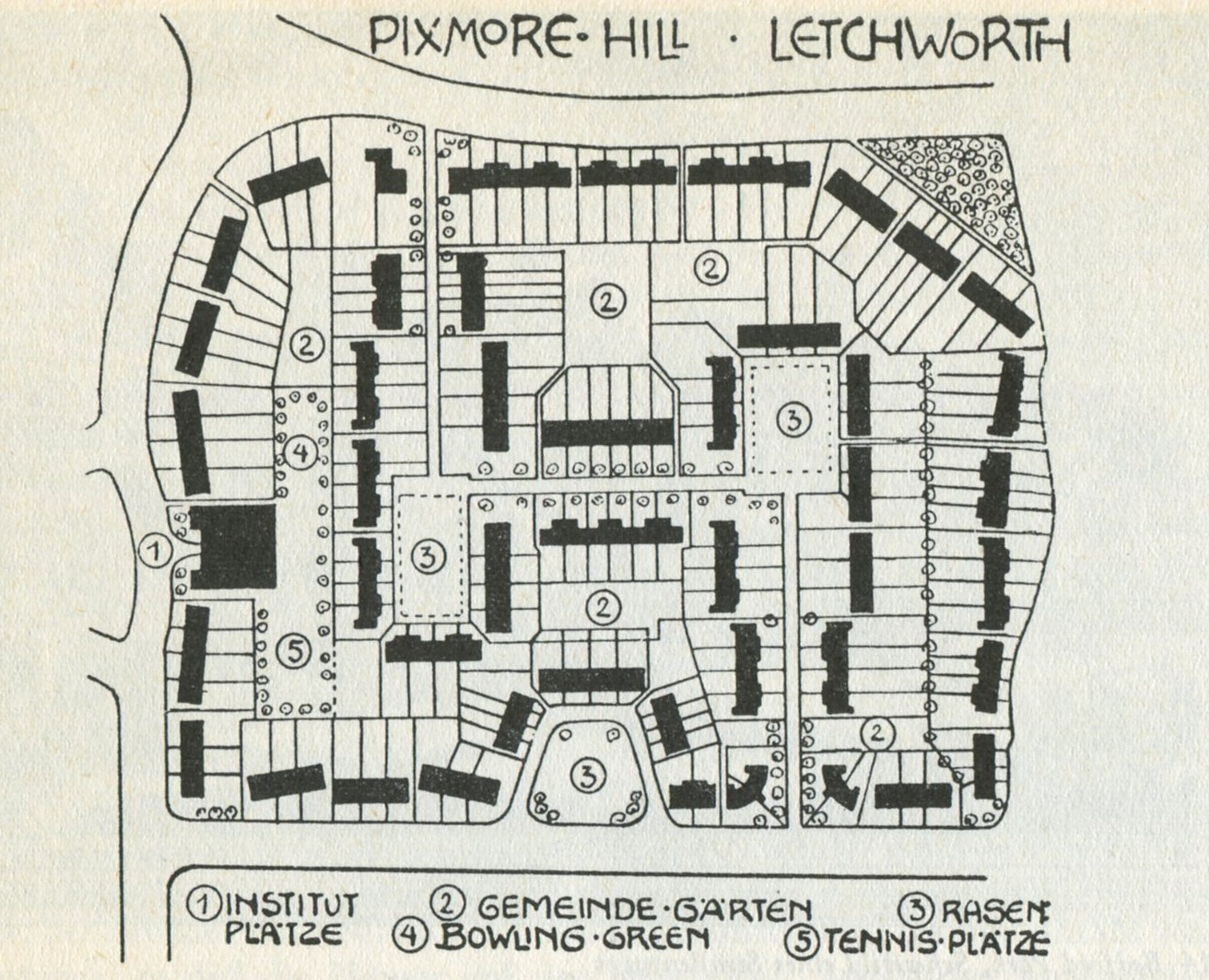
Unwins stadsplan för Letchworth Garden City 1903.

Redan i början av 1800-talet lade den engelske samhällsreformatorn Robert Owen fram förslag till ett samhälle av detta slag. Idén tog fart i England först i senare delen av 1800-talet då dels Cadburys chokladfabrik, dels tvålfirman Lever Brothers för sina arbetare anordnade två trädgårdsstäder (Bournville utanför Birmingham och Port Sunlight vid Liverpool).
En fastare form av trädgårdsstaden utformades 1898 av den brittiska stadsplaneraren Ebenezer Howard som ville skapa en modern mindre stad som skulle vara självständig gentemot storstaden i centrum. Howards idéer bär flera socialreformistiska drag och har influerat den moderna stadsplaneringen. 
Enligt hans principer skulle en trädgårdsstad indelas i särskilda områden för industri och handel, andra avsedda för bostäder, mest enfamiljshus, i begränsat antal per ytenhet, vidare ett bälte av småbruk runtom staden och därutanför större åkrar, äng och skog. Spekulation i hus och tomter skulle förebyggas. Staden Letchworth Garden City i England, som började byggas 1903 blev den första trädgårdsstaden som planerades efter Howards idéer tillsammans med Raymond Unwin. Som mest hade staden 14 000 invånare.

## Howards diagram
|  |  |  |

## Sverige

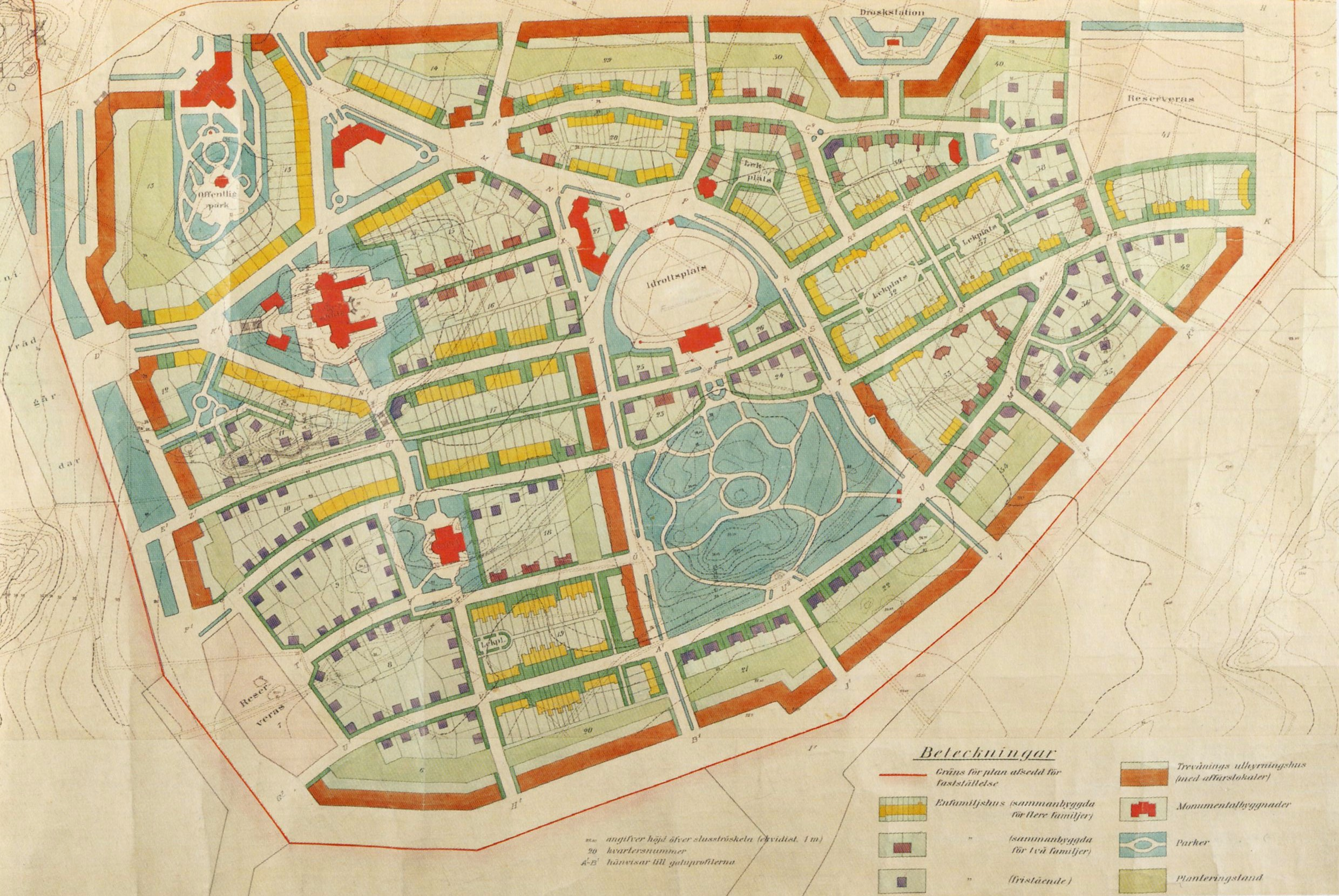
Hallmans stadsplan för Gamla Enskede 1907.

I Sverige finns flera exempel på områden som inspirerats av den engelska trädgårdsstaden. Bland annat Örgryte trädgårdsstad, Landala egnahemsområde, Änggårdens Trädgårdsstad, Vidkärrs trädgårdsstad och Bagaregården i Göteborg samt Enskede trädgårdsstad (som var först i Sverige), Ljungsbro och Bromma trädgårdsstad i Stockholm.
Drivande krafter i frågan om Stockholms första trädgårdsstäder var politikern Carl Lindhagen (borgmästare i Stockholm 1903-1930), stadsingenjören Herman Ygberg och planarkitekten Per Olof Hallman. Herman Ygberg tog initiativet till Stockholms bostadspolitik kring sekelskiftet 1900. Sina idéer hämtade han under ett studiebesök i samband med en stadsbyggnadsutställning i Dresden 1903, "De tyska städernas utställning i Dresden 1903". Utställningen gick bland annat ut på att en expanderande storstad borde äga betydande markområden i sin direkta omgivning.
Stadsplanen för Gamla Enskede (Enskede trädgårdsstad) skapades av arkitekten Per Olof Hallman. Den uppmärksammades utomlands och publicerades bland annat i tyska facktidskriften Der Städtebau. Enligt docenten i konstvetenskap, Elisabet Stavenow-Hidemark var det den intressantaste stadsplanen som överhuvudtaget gjordes för något villaområde i Sverige under det tidiga 1900-talet. Södra Ängby i Bromma, utbyggd 1933-1939, anses vara Stockholms sista av dess fastighetskontor planlagda trädgårdsstad.
Under 2000-talet har nya bostadsområden marknadsförts som trädgårdsstäder, bland annat i Hildedal (Göteborgs kommun), Tullinge (Botkyrka kommun), Silverdal (Sollentuna kommun), Steningehöjden (Sigtuna kommun), Biskopshagen (Växjö), Trädgårdsstaden Tyresö Strand (Tyresö kommun).[källa behövs]